# Howard Riopelle
Joseph Howard „Rip“ Riopelle (* 30. Januar 1922 in Ottawa, Ontario; † 22. September 2013 ebenda) war ein kanadischer Eishockeyspieler und Unternehmer, der während seiner aktiven Karriere zwischen 1940 und 1955 unter anderem 177 Spiele für die Canadiens de Montréal in der National Hockey League bestritten hat.

## Karriere
Riopelle verbrachte seine Juniorenzeit in seiner Geburtsstadt Ottawa und spielte dort zwischen 1936 und 1942 für zahlreiche Juniorenteams, darunter die Ottawa Lasalle und von 1938 bis 1942 die Ottawa St. Pats in der Ottawa City Junior Hockey League Zudem bestritt er in der Saison 1940/51 eine Partie für die Ottawa Car Bombers in der Upper Ottawa Valley Hockey League.
Durch seinen Militärdienst kam der linke Flügelstürmer in der Saison 1942/43 für die Teams der Royal Canadian Air Force in Toronto und in der Spielzeit 1943/44 in Arnprior zum Einsatz. Zwischen 1944 und 1945 pausierte Riopelle aufgrund seiner Verpflichtungen mit dem Eishockey, ehe sich zur Saison 1945/46 bei den Royaux de Montréal verpflichtete. Dort verbrachte er zwei Spielzeiten in der Ligue de hockey senior du Québec und gewann mit dem Team 1947 den Allan Cup.
Im Anschluss an diesen Erfolg wechselte Riopelle in die National Hockey League zu den Canadiens de Montréal. Für die Franko-Kanadier lief der Angreifer drei Spieljahre auf und bestritt in dieser Zeit 177 Spiele. Aufgrund einer Rückenverletzung musste er seine NHL-Karriere im Sommer 1950 beenden und setzte das folgende Jahr komplett aus. Anschließend spielte er nach einem Transfer von 1951 bis 1955 bei den Ottawa Senators, ehe er seine Karriere beendete.
Bereits 1950 hatte Riopelle die Firma Riopelle Fabrics gegründet und nach seinem Karriereende ein erfolgreiches Unternehmen aufgebaut. Er verstarb am 22. September 2013 im Alter von 91 Jahren.

## Erfolge und Auszeichnungen
- 1947 Allan-Cup-Gewinn mit den Royaux de Montréal
- 1953 QMHL Second All-Star Team
- 1954 QHL First All-Star Team
- 1954 President’s Cup (Topscorer der QHL)